# Interiezioni latine
L'interiezione o esclamazione (da intericio, «gettare in mezzo») è una parte invariabile del discorso che esprime in tono enfatico un sentimento o un moto improvviso dell'animo (di sorpresa, desiderio, gioia, rabbia, ecc.); è svincolata dai legami sintattici con la frase in cui è inserita ed è spesso accompagnata dal punto esclamativo.
Così come in italiano, in latino le interiezioni si distinguono in propria e impropria.

## Tipi di interiezioni
Le interiezioni proprie sono prive di un significato grammaticale, ma sono puramente dei suoni limitativi o naturali che indicano un'improvvisa sensazione o un vivo sentimento dell'animo. Esse possono significare principalmente:
- gioia
- dolore
- sdegno
- minaccia
- stupore
- disprezzo
- silenzio
- incitamenti
- richiamo

ā, hā, io, ō, evoe, euhoe

ā, hā, au, heu, eheu, ei, io, hei

hui, pō, pōh

vae (segue il dativo)

ehm, o, pō

aha, pro

st

eia, heia, euge!

heus, ohe
ah, viva, evviva!

ahi, ohi!

oh, ohibò!

guai a...!

ah, oh!

ehi!

st, zitto!

orsù, suvvia, bene!

oilà, ehi, ohè!

Le interiezioni improprie sono costituite da vocativi, da verbi o avverbi con valore esclamativo, come:
age, agedum agite

malum, nefas

vivat! (vivant!), bene!, pulchre!

(h)ave! ((h)avete!), salve! (salvete!), bene quiescas!, quiescatis!

hercule, hercle, mehercules, mehercule, mehercle

ecastor, mecastor

edepol

medius Fidius, me Dius Fidius, mediusfidius

Fidius è un epiteto di Giove come divinità della buona fede e della lealtà.
suvvia, orsù!

orrore, vergogna!

evviva!, bene!, bravo!

salve!, addio!, buona notte!

per Ercole!

per Castore!

per Polluce!

sulla mia buona fede, in fede mia, per Dio!